# Selección masculina de rugby 7 de las Islas Cook
La selección masculina de rugby 7 de las Islas Cook es el equipo de rugby 7 conformado por los mejores jugadores de la Unión de Rugby de las Islas Cook, estado libremente asociado a Nueva Zelanda.
Participa anualmente del Oceania Sevens, cuyo mejor resultado fue el tercer puesto en 2008, mientras que su mejor participación en el Circuito Mundial fue en el Seven de Nueva Zelanda 2001 en el cual consiguió disputar las semifinales.

## Participación en copas
| - Edimburgo 1993: no clasificó - Hong Kong 1997: Semifinales de plata - Mar del Plata 2001: Cuartos de final plata - Hong Kong 2005: no clasificó - Dubái 2009: no clasificó - Moscú 2013: no clasificó - San Francisco 2018: no clasificó - Serie Mundial 99-00: ?º puesto (? pts) - Serie Mundial 00-01: 12º puesto (12 pts) - Serie Mundial 01-02: 13º puesto (2 pts) - Serie Mundial 02-03: 17º puesto (2 pts) - Serie Mundial 03-04: 14º puesto (1 pts) - Serie Mundial 04-05: ?º puesto (? pts) - Serie Mundial 05-06: ?º puesto (? pts) - Serie Mundial 06-07: ?º puesto (? pts) - Serie Mundial 07-08: 14º puesto (4 pts) - Serie Mundial 08-09: 16º puesto (2 pts) - Serie Mundial 09-10: ?º puesto (? pts) - Serie Mundial 10-11: ?º puesto (? pts) - Serie Mundial 11-12: 22º puesto (2 pts) - Serie Mundial 12-13: ?º puesto (? pts) - 2013-14 al 2019-20: no clasificó | - Kuala Lumpur 1998: Ganador copa de plata - Mánchester 2002: Semifinales Bowl - Melbourne 2006: Cuartos de final Bowl - Delhi 2010: no participó - Glasgow 2014: Finalista Bowl - Gold Coast 2018: no participó - Oceania Sevens 2008: 3º puesto - Oceania Sevens 2009: Ganador Copa de plata - Oceania Sevens 2010: Ganador Copa de plata - Oceania Sevens 2011: Ganador Copa de plata - Oceania Sevens 2012: 4º puesto - Oceania Sevens 2013: 8º puesto - Oceania Sevens 2014: 7º puesto - Oceania Sevens 2015: Ganador Copa de plata - Oceania Sevens 2016: Finalista Copa de plata - Oceania Sevens 2017: Finalista Copa de plata - Oceania Sevens 2018: Finalista Copa de plata - Oceania Sevens 2019: 10º puesto - Clasificatorio a Río 2016: No clasificó |

## Palmarés
- Medalla de plata Juegos del Pacífico: 2003